# Internationaal strafrecht
Internationaal strafrecht betreft strafrecht dat krachtens het internationale recht is opgesteld, en dat voorziet in het strafbaar stellen en vervolgen van personen die zich schuldig hebben gemaakt aan bepaalde ernstige misdrijven die door de internationale gemeenschap gezien worden als een schending van specifieke door het internationale recht beschermde normen.
Internationaal strafrecht behandelt grofweg vier typen misdrijven, namelijk: genocide, misdrijven tegen de menselijkheid, oorlogsmisdrijven en misdrijf tegen de vrede (ook wel het misdrijf van agressie genoemd). Antonio Cassese is van mening dat ook marteling door een staatsfunctionaris en terrorisme in tijd van vrede onder het internationaal strafrecht vallen, terwijl Bassiouni in totaal zevenentwintig internationale misdrijven erkent. Cassese erkent ook dat er meer daden strafbaar gesteld zijn in internationale verdragen dan de zes 'kernmisdrijven' die hij noemt, maar is van mening dat internationaal strafrecht in de eerste plaats ziet op de vervolging en bestraffing van deze internationale misdrijven in de enge zin. Het verschil tussen normaal strafrecht en internationaal strafrecht ligt niet zozeer in de misdrijven die vervolgd worden, maar in de rechtsbronnen die gebruikt worden. Bovendien, wordt er verondersteld dat voor strafbaarstelling in het internationale strafrecht ten minste vereist is dat het strafbare feit ook een internationaal rechtsbelang raakt. Daarnaast heeft de internationale gemeenschap in het geheel er belang bij dat deze misdrijven strafbaar worden gesteld. Tot slot kan een staat geen beroep doen op immuniteit van vervolging indien het misdrijf door een overheidsfunctionaris is gepleegd (deze laatste kan nog wel persoonlijke immuniteit toekomen). Het internationaal strafrecht krijgt dus een plaats naast en boven het nationale strafrecht dat ook van toepassing zou kunnen zijn.

## Inleiding
Een internationaal misdrijf heeft altijd een onderscheidend element nodig dat strafbaarstelling door het internationale recht rechtvaardigt. Zo is moord een algemeen misdrijf naar het nationaal recht van ongeveer iedere staat, maar zijn alleen specifieke typen moorden een internationaal misdrijf. Het gaat dan bijvoorbeeld om moord in een specifieke context (bijvoorbeeld genocide) of om moord in weerwil van internationale regels (bijvoorbeeld oorlogsmisdrijven). Bassiouni onderscheid daarbij vier karakteristieken bij internationale misdrijven die vanwege de achterliggende sociale belangen tot internationale strafbaarstelling nopen:
- Het strafbare feit beïnvloedt rechtstreeks een internationaal belang;
- Het strafbare feit is een daad die rechtstreeks indruist tegen de gemeenschappelijke gedeelde waarden van de internationale gemeenschap;
- Het strafbare feit is afhankelijk van meer dan een staat bij de planning, voorbereiding of uitvoering, ofwel door de verschillende nationaliteiten die als dader of slachtoffer bij de daad betrokken zijn, dan wel doordat de methoden die gebruikt worden de nationale grenzen overschrijden;
- Het strafbare feit is weliswaar niet van zulk een zwaarte dat internationale strafbaarstelling normaliter nodig is, maar is wel afhankelijk van direct overheidshandelen of -beleid voor de uitvoering van het feit en de preventie, controle en onderdrukking van het strafbare feit is niet mogelijk zonder internationale strafbaarstelling.[8]

Bassiouni stelt dat een misdrijf altijd aan een van vijf verschillende elementen moet voldoen wil het strafbaar gesteld worden op internationaal niveau:
- 1. Internationaal:

a. Daden die, zowel indirect als direct, een gevaar voor de vrede of veiligheid van de internationale gemeenschap opleveren;
b. Daden die door de gemeenschappelijke gedeelde waarden van de internationale gemeenschap als schokkend worden ervaren.
- 2. Transnationaal:

a. Daden die de openbare veiligheid en economische belangen van meer dan een staat raken doordat de uitvoering van de daad nationale grenzen overstijgt;
b. Daden waarbij de burgers van meer dan een staat (als slachtoffer of dader) zijn betrokken, of daden die over de nationale grenzen worden uitgevoerd.
- 3. Overheidsbeleid:

Daden die ten minste gedeeltelijk aan de overige elementen voldoen, indien voor de preventie, controle of onderdrukking internationale samenwerking noodzakelijk is, omdat de daden gestoeld zijn op overheidsbeleid die essentieel is voor de uitvoering van de daad.
De eerste twee elementen hoeven dus 'slechts' een essentieel geacht internationaal belang te raken, terwijl het derde en vierde element ziet op de grensoverschrijdende dimensies van het misdrijf. Bij het vijfde element speelt de vorm van een bestrijding een rol: die is alleen in internationaal verband mogelijk. Cassese hanteert echter andere criteria doordat hij het begrip 'internationaal misdrijf' beperkter uitlegt. Internationale misdrijven hebben volgens hem slechts twee kenmerken:
- 1. Zij worden gepleegd door (I) staatsfunctionarissen (waaronder soldaten) of (II) burgers, en worden gepleegd:

a. tijdens een internationaal of niet-internationaal gewapend conflict, of;
b. hebben een politieke of ideologische grondslag, of hebben een verband met het beleid van de overheid.
- 2. Internationale misdrijven hebben meestal een dubbele grondslag, omdat de daden zowel een misdrijf naar nationaal als naar internationaal recht opleveren.[11]

Het is vooral op punt 1(b) waarmee Cassese van opvatting verschilt met Bassiouni wat precies een internationaal misdrijf is. Misdrijven met een transnationaal karakter, of die het handelen van burgers door middel van een internationaal instrument strafbaar stellen, verschillen volgens Cassese van 'echte' internationale misdrijven door de doelen die door de daders worden nagestreefd. Bij internationale misdrijven in brede zin gaat het de daders alleen om persoonlijk gewin, terwijl bij internationale misdrijven in enge zin er sprake moet zijn van een verband met een gewapend conflict of met overheidsbeleid.
Het internationale strafrecht kent daarbij ook zijn eigen complicaties. Frequente problemen bij internationale strafrechtpleging hebben te maken met de vaak grote afstanden tussen de plaats van het delict en berechtingen, men kan daarbij denken aan: het vinden of uitgeleverd krijgen van verdachten; het verzamelen van bewijsstukken en het oproepen van getuigen, en; de kosten. Bovendien moet er ook een land worden gevonden waar de straf van de veroordeelde ten uitvoer kan worden gebracht.

## Rechtsbronnen
De rechtsbronnen waarin het internationaal strafrecht te vinden is zijn dezelfde als de rechtsbronnen in het internationaal recht namelijk: verdragen, internationale gewoonte, door staten erkende algemene beginselen, en als subsidiaire bronnen rechterlijke uitspraken en doctrine. Aangenomen wordt dat deze rechtsbronnen ook nog een specifieke hiërarchie hebben in het internationaal strafrecht. Daarbij gelden als primaire bronnen de internationale verdragen en het internationaal gewoonterecht dat van toepassing is. Als secundaire bronnen gelden van primaire bronnen afgeleide instrumenten zoals een resolutie van de VN Veiligheidsraad of algemene beginselen van het internationaal (straf)recht. Deze laatste bron zijn beginselen die besloten liggen in de primaire bronnen, door middel van inductie kunnen deze uit de primaire bron worden afgeleid. Als subsidiaire bronnen gelden de overige rechtsbronnen.
De exacte hiërarchie verschilt echter per internationaal hof. Zo staan de regels voor het Internationaal Strafhof in artikel 21 van het Statuut van Rome. Die noemt allereerst het Statuut en de Elementen van misdrijven en het Reglement van proces- en bewijsvoering als rechtsbron. Vervolgens de toepasselijke verdragen en de beginselen en regels van internationaal recht, hieronder vallen zowel het internationaal gewoonterecht als ook de algemene beginselen van het internationaal recht. Alleen als er na toepassing van deze bronnen nog onduidelijkheden zijn mag het hof gebruikmaken van de subsidiaire rechtsbron van de door staten erkende algemene beginselen en slechts indien deze verenigbaar zijn met het statuut. Voorgaande rechterlijke uitspraken mag het hof gebruiken voor zijn beslissingen, maar het hof is niet aan eerdere uitspraken gebonden. Tot slot bevat artikel 21 van het Statuut nog de verplichting dat de interpretatie van het recht door het hof altijd verenigbaar moet zijn met internationale mensenrechten. Deze gaan dus nog voor het statuut zelf.
Het Joegoslaviëtribunaal hanteert echter een iets andere volgorde namelijk: statuut, gewoonterecht, beginselen van internationaal recht, door staten erkende algemene beginselen en algemene beginselen in overeenstemming met de basisvereisten van internationale rechtvaardigheid. Het Joegoslaviëtribunaal expliceerde in Furundžija de vereisten voor de door staten erkende algemene beginselen. Het tribunaal moet daarbij niet slechts rekening houden met het recht van één of twee staten, maar juist met het recht van alle staten. Het tribunaal beroept zich ook vaak op zijn eerdere uitspraken, in Alekšovski overwoog de kamer voor hoger beroep of deze uitspraken ook bindend zijn. De kamer voor hoger beroep overwoog daarbij dat hij uit het oogpunt van rechtszekerheid en voorspelbaarheid in principe gebonden is aan zijn eerdere uitspraken, alleen zeer gewichtige redenen mogen ertoe leiden dat de kamer afwijkt van zijn eerdere uitspraken. Wel zijn de kamers van eerste aanleg gebonden aan de uitspraken van de kamer van hoger beroep; onderling zijn de kamers van eerste aanleg niet aan elkaars uitspraken gebonden, maar zij mogen dit natuurlijk wel doen.
De opvattingen van de meest bevoegde schrijvers der verschillende naties (doctrine) worden ook gebruikt door internationale strafhoven en zijn soms zelfs doorslaggevend. Daarbij gaat het voornamelijk om het geven van een nadere invulling aan internationale regels.

## Materieel internationaal strafrecht
Het materiële strafrecht omvat regels met betrekking tot de gedragingen die strafbaar zijn. Het bevat onder andere de omschrijving van de strafbare delicten, regels met betrekking tot daderschap en schulduitsluitingsgronden.
De meeste strafhoven en tribunalen hebben rechtsmacht om de misdrijven genocide, misdrijven tegen de menselijkheid en oorlogsmisdrijven te berechten. Daarnaast hebben sommige strafhoven nog de rechtsmacht om andere, vaak nationale delicten, te berechten. Zo omvat de rechtsmacht van het Cambodjatribunaal, het Speciaal Hof voor Sierra Leone en het Oost-Timortribunaal ook bepalingen uit hun respectievelijke nationale strafwetboeken. Het Libanontribunaal heeft alleen de bevoegdheid om schendingen van het Libanese strafwetboek, met name voor terrorisme, te berechten. Het Cambodjatribunaal heeft ook de bevoegdheid om schendingen van andere internationale instrumenten te berechten, in artikel 7 en 8 staan opgesomd schendingen van het Cultuurgoederenverdrag van Den Haag en misdrijven gepleegd tegen internationaal beschermde personen. Daarnaast maken de meeste strafhoven ook een onderscheidt tussen verschillende typen oorlogsmisdrijven, het gaat daarbij om schendingen van de Geneefse Conventies en andere schendingen van internationaal humanitair recht. Het Internationaal Strafhof krijgt daarnaast de bevoegdheid om daders van het misdrijf van agressie te berechten.

## Formeel internationaal strafrecht
In het internationaal strafrecht kent men geen formeel (procedureel) recht dat op alle gevallen ziet. Het formele recht verschilt daarom per internationaal hof en moet gezocht worden in het oprichtingsstatuut van het betreffende hof.